# تشاي كندي (خدا أفرين)
تشاي كندي هي قرية في مقاطعة خدا أفرين، إيران. عدد سكان هذه القرية هو 19 في سنة 2006.